# Wereldkampioenschappen schaatsen allround 2012
De wereldkampioenschappen schaatsen allround 2012 (voor mannen en vrouwen) vonden plaats op 18 en 19 februari op de overdekte kunstijsbaan Krylatskoje in Moskou, Rusland. Voor de mannen was het de 106e keer dat het toernooi gehouden werd en voor de vrouwen de 70e keer.
Het was de vijfde keer dat een WK allround evenement in Moskou plaatsvond na 1950 (alleen voor vrouwen), 1955 en 1962 (alleen voor mannen) en het gezamenlijke WK in 2005. Inclusief de twee kampioenschappen (alleen voor mannen) ten tijde van het Keizerrijk Rusland (in Sint-Petersburg, 1896 en 1903) en de vier kampioenschappen ten tijde van de Sovjet-Unie (Moskou 1950, 1955 en 1962, Sverdlosk, 1959 -vrouwen-) en het gezamenlijke WK in 2005 waren deze kampioenschappen het achtste WK allround evenement dat in Rusland plaatsvond. Het was het twaalfde evenement dat aan de (Sovjet/)Russische schaatsbond werd toegewezen, ook de vier kampioenschappen (alleen voor mannen) van 1902, 1906, 1913 in Helsingfors en 1988 in Alma-Ata behoren hiertoe.
De titelhouders (en -verdedigers) waren de Rus Ivan Skobrev en de Nederlandse Ireen Wüst. Bij de mannen ging de WK titel voor de 32e keer naar Nederland. Sven Kramer veroverde als derde man voor de vijfde keer (na 2007, 2008, 2009 en 2010) de wereldtitel allround. Hij deed dit 98 jaar nadat de Noor Oscar Mathisen (1908, 1909, 1912, 1913, 1914) hier als eerste in slaagde en 81 jaar na de Fin Clas Thunberg (1923, 1925, 1928, 1929, 1931). Bij de vrouwen veroverde Ireen Wüst na 2007 en 2011 haar derde WK titel, het was de elfde titel voor Nederland. Het was de zesde keer dat beide titels in hetzelfde jaar naar Nederland gingen. In 1967 zorgden Kees Verkerk en Stien Kaiser hiervoor, in 1970 en 1972 Ard Schenk en Atje Keulen-Deelstra, in 2007 Kramer en Wüst en in 2008 Kramer en Paulien van Deutekom.
| Programma                                                               | Programma                                                                   | Programma |
| ----------------------------------------------------------------------- | --------------------------------------------------------------------------- | --------- |
| zaterdag 18 februari                                                    | zondag 19 februari                                                          |           |
| 500 meter vrouwen 500 meter mannen 3000 meter vrouwen 5000 meter mannen | 1500 meter vrouwen 1500 meter mannen 5000 meter vrouwen 10.000 meter mannen |           |

## Mannentoernooi
Op basis van het eindklassement van het wereldkampioenschap schaatsen allround 2011 waren de 24 startplaatsen verdeeld tussen de verschillende werelddelen. Europa had in 2012 recht op veertien startplaatsen (tien rijders bij de eerste 16 plus vier). Noord-Amerika (inclusief Oceanië) mocht acht rijders afvaardigen (zes rijders bij de eerste 16 plus twee) en Azië twee (geen rijders bij de eerste 16 plus twee). Het aantal plaatsen per land op deze editie zijn verdiend op het EK van 2012, het CK Azië 2012 en CK Noord-Amerika & Oceanië 2012. De verdeling per land is in het schema hieronder af te lezen.
|                             | 4 plaatsen         | 3 plaatsen | 2 plaatsen | 1 plaats                                       |
| --------------------------- | ------------------ | ---------- | ---------- | ---------------------------------------------- |
| Europa (14)                 | Nederland          | Polen      | Noorwegen  | België, Duitsland, Frankrijk, Letland, Rusland |
| Azië (2)                    |                    |            |            | Japan, Zuid-Korea                              |
| Noord-Amerika & Oceanië (8) | Verenigde Staten * | Canada *   |            | Nieuw-Zeeland                                  |

* De Verenigde Staten vulde hun vierde startplaats niet in, deze werd door Canada ingevuld.

### Afstandpodia
| Afstand | Goud            | Zilver          | Brons               |
| ------- | --------------- | --------------- | ------------------- |
| 500m    | Zbigniew Bródka | Koen Verweij    | Konrad Niedzwiedski |
| 5000m   | Sven Kramer     | Jan Blokhuijsen | Ivan Skobrev        |
| 1500m   | Håvard Bøkko    | Ivan Skobrev    | Jan Blokhuijsen     |
| 10.000m | Sven Kramer     | Jan Blokhuijsen | Ivan Skobrev        |

### Klassement
Voor de tiende keer op 106 edities eindigden drie landgenoten op het erepodium. Vijf keer werd dit door een Noors trio gedaan (1926, 1932, 1933, 1935 en 1981), twee keer door een trio uit de Sovjet-Unie (1954, 1956) en drie keer door een Nederlands trio (2000, 2003 en dit jaar). Wereldkampioen Sven Kramer nam voor zevende keer plaats op het eindpodium, naast zijn behaalde titels werd hij in 2005 en 2006 derde. Jan Blokhuijsen nam voor het tweede opeenvolgde jaar plaats op het eindpodium, na zijn derde plaats in 2011 werd hij dit jaar tweede. De derde plaats werd ingenomen door Koen Verweij die zijn eerste podiumplaats behaalde.
De vierde Nederlander, Ted-Jan Bloemen, eindigde op de veertiende plaats.
De Belg Bart Swings, de eerste Belgische deelnemer na Bart Veldkamp in 2005, eindigde op de negende plaats (één plaats hoger dan op het EK 2012 en als achtste Europeaan).
| Rang   | Schaatser             | Land | 500m          | 5000m          | 1500m           | 10.000m          | Punten     |
| ------ | --------------------- | ---- | ------------- | -------------- | --------------- | ---------------- | ---------- |
| Goud   | Sven Kramer           | NED  | 36,70 (8)     | 6.14,23 (1) BR | 1.47,30 (4)     | 13.08,76 (1)     | 149,327 BR |
| Zilver | Jan Blokhuijsen       | NED  | 36,56 (7)     | 6.16,99 (2)    | 1.47,22 (3)     | 13.12,31 (2)     | 149,614    |
| Brons  | Koen Verweij          | NED  | 36,26 (2)     | 6.20,70 (4)    | 1.47,67 (6)     | 13.17,31 (5)     | 150,085    |
| 04     | Håvard Bøkko          | NOR  | 36,47 (5)     | 6.22,21 (5)    | 1.46,82 (1)     | 13.16,75 (4)     | 150,134    |
| 05     | Ivan Skobrev          | RUS  | 37,05 (12)    | 6.19,78 (3)    | 1.46,94 (2)     | 13.13,16 (3)     | 150,332    |
| 06     | Jonathan Kuck         | USA  | 36,90 (10)    | 6.27,15 (8)    | 1.48,41 (11)    | 13.30,88 (6)     | 152,295    |
| 07     | Haralds Silovs        | LAT  | 36,42 (4)     | 6.28,26 (9)    | 1.47,94 (7)     | 13.43,66 (8) NR  | 152,409 pr |
| 08     | Sverre Lunde Pedersen | NOR  | 37,02 (11)    | 6.26,04 (7)    | 1.47,45 (5)     | 13.43,01 (7) pr  | 152,590 pr |
| 09     | Bart Swings           | BEL  | 37,55 (17) pr | 6.29,62 (11)   | 1.48,38 (10) NR | 13.46,23 (9)     | 153,949 pr |
| 10     | Patrick Beckert       | GER  | 37,95 (20)    | 6.29,40 (10)   | 1.49,31 (13)    | 13.47,32 (10)    | 154,692 pr |
| 11     | Zbigniew Bródka       | POL  | 36,24 (1) pr  | 6.41,43 (18)   | 1.48,11 (9)     | 14.11,40 (11) pr | 154,989 pr |
| 12     | Konrad Niedźwiedzki   | POL  | 36,32 (3)     | 6.41,36 (17)   | 1.48,10 (8)     | 14.25,67 (12)    | 155,772    |
| NC13   | Jan Szymański         | POL  | 36,52 (6) pr  | 6.38,54 (15)   | 1.48,90 (12)    |                  | 112,674    |
| NC14   | Ted-Jan Bloemen       | NED  | 37,32 (15)    | 6.32,83 (14)   | 1.49,71 (14)    |                  | 113,173    |
| NC15   | Lee Seung-hoon        | KOR  | 37,36 (16) pr | 6.31,89 (12)   | 1.50,56 (15)    |                  | 113,402    |
| NC16   | Lucas Makowsky        | CAN  | 36,81 (9)     | 6.43,15 (21)   | 1.51,17 (16)    |                  | 114,181    |
| NC17   | Shane Dobbin          | NZL  | 38,21 (21)    | 6.31,95 (13)   | 1.51,82 (17)    |                  | 114,678    |
| NC18   | Joshua Wood           | USA  | 37,26 (14)    | 6.52,83 (24)   | 1.52,21 (19)    |                  | 115,946    |
| NC19   | Justin Warsylewicz    | CAN  | 37,65 (18)    | 6.50,47 (23)   | 1.51,88 (18)    |                  | 115,990    |
| NC20   | Jordan Belchos        | CAN  | 38,48 (23)    | 6.42,61 (19)   | 1.52,23 (20)    |                  | 116,151    |
| NC21   | Stefan Waples         | CAN  | 37,79 (19)    | 6.48,36 (22)   | 1.53,28 (21)    |                  | 116,386    |
| NC22   | Patrick Meek          | USA  | 39,26 (24)    | 6.42,63 (20)   | 1.53,52 (22)    |                  | 117,363    |
| NC23   | Hiroki Hirako         | JPN  | 38,21 (21)    | 6.39,86 (16)   | 1.59,81 (23)    |                  | 118,132    |
| -      | Alexis Contin         | FRA  | 37,14 (13)    | 6.24,69 (6)    | DQ              |                  | 075,609    |

BR = baanrecord, pr = persoonlijk record, DQ = gediskwalificeerd 
* = met val
NC = niet gekwalificeerd
NF = niet gefinisht
NS = niet gestart
DQ = gediskwalificeerd
Vet gezet = kampioenschapsrecord
Op basis van dit eindklassement zijn de startplaatsen voor de Wereldkampioenschappen schaatsen allround 2013 verdeeld tussen de werelddelen. Europa verwierf 17 startplaatsen (13 rijders bij de eerste 16 plus vier). Noord-Amerika & Oceanië verwierf vier startplaatsen (2 rijders bij de eerste 16 plus twee) en Azië verwierf drie startplaatsen (1 rijder bij de eerste 16 plus twee). Noord-Amerika & Oceanië verloor vier startplaatsen ten opzichte van dit jaar, hiervan ging er een naar Azië en drie naar Europa.

## Vrouwentoernooi
Op basis van het eindklassement van het wereldkampioenschap schaatsen allround 2011 waren de 24 startplaatsen verdeeld tussen de verschillende werelddelen. Europa had recht op veertien startplaatsen (tien rijdsters bij de eerste 16 plus vier). Noord-Amerika (inclusief Oceanië) mocht zes rijdsters afvaardigen (vier rijdsters bij de eerste 16 plus twee) en Azië vier (twee rijdster bij de eerste 16 plus twee). Het aantal plaatsen per land op deze editie zijn verdiend op het EK van 2012, het CK Azië 2012 en CK Noord-Amerika & Oceanië 2012. De verdeling per land is in het schema hieronder af te lezen.
|                             | 4 plaatsen | 3 plaatsen | 2 plaatsen                  | 1 plaats   |
| --------------------------- | ---------- | ---------- | --------------------------- | ---------- |
| Europa (14)                 | Nederland  | Rusland    | Duitsland, Noorwegen, Polen | Tsjechië   |
| Azië (4)                    |            | Japan      |                             | Zuid-Korea |
| Noord-Amerika & Oceanië (6) | Canada     |            | Verenigde Staten            |            |

### Afstandpodia
| Afstand | Goud              | Zilver               | Brons          |
| ------- | ----------------- | -------------------- | -------------- |
| 500m    | Christine Nesbitt | Jekaterina Lobysjeva | Ireen Wüst     |
| 3000m   | Martina Sáblíková | Ireen Wüst           | Linda de Vries |
| 1500m   | Christine Nesbitt | Ireen Wüst           | Cindy Klassen  |
| 5000m   | Martina Sáblíková | Ireen Wüst           | Linda de Vries |

### Eindklassement
Dezelfde drie vrouwen die in 2011 op het erepodium plaatsnamen stonden er dit jaar weer. Ireen Wüst nam voor zesde opeenvolgde keer plaats op het eindpodium, naast haar behaalde titels werd ze in 2008 tweede en in 2009 en 2010 derde. De Tsjechische Martina Sáblíková nam voor vierde opeenvolgde keer plaats op het eindpodium, naast haar behaalde titels in 2009 en 2010 werd ze vorig jaar derde en dit jaar tweede. De Canadese Christine Nesbitt nam voor tweede opeenvolgde keer plaats op het eindpodium, na haar tweede plaats in 2011 werd ze dit jaar derde.
De andere Nederlandse deelneemsters, Linda de Vries, Jorien Voorhuis en Marrit Leenstra, eindigden respectievelijk op de vierde, zevende en dertiende plaats. Leenstra kwalificeerde zich wel voor de afsluitende 5000 meter maar tok zich hiervoor terug.
| Rang   | Schaatsster          | Land | 500m          | 3000m           | 1500m           | 5000m        | Punten     |
| ------ | -------------------- | ---- | ------------- | --------------- | --------------- | ------------ | ---------- |
| Goud   | Ireen Wüst           | NED  | 39,37 (3)     | 4.02,69 (2)     | 1.56,98 (2)     | 7.02,39 (2)  | 161,050 BR |
| Zilver | Martina Sáblíková    | CZE  | 40,31 (14)    | 4.01,80 (1) BR  | 1.58,18 (4)     | 6.58,74 (1)  | 161,870    |
| Brons  | Christine Nesbitt    | CAN  | 38,30 (1)     | 4.09,55 (6)     | 1.55,95 (1) BR  | 7.18,19 (8)  | 162,360    |
| 40     | Linda de Vries       | NED  | 39,79 (6) pr  | 4.07,06 (3) pr  | 1.58,86 (7)     | 7.08,09 (3)  | 163,395 pr |
| 50     | Cindy Klassen        | CAN  | 40,02 (11)    | 4.07,50 (5)     | 1.57,61 (3)     | 7.09,23 (4)  | 163,396    |
| 60     | Claudia Pechstein    | GER  | 40,32 (15)    | 4.07,14 (4)     | 1.59,20 (9)     | 7.11,08 (5)  | 164,351    |
| 70     | Ida Njåtun           | NOR  | 39,87 (7)     | 4.11,02 (8)     | 1.58,26 (5)     | 7.19,62 (10) | 165,088 pr |
| 80     | Brittany Schussler   | CAN  | 39,92 (8)     | 4.09,82 (7)     | 1.59,49 (11)    | 7.19,59 (9)  | 165,345    |
| 90     | Jorien Voorhuis      | NED  | 40,33 (16)    | 4.12,47 (11)    | 1.59,03 (8)     | 7.14,86 (7)  | 165,570    |
| 10     | Jekaterina Lobysjeva | RUS  | 38,95 (2)     | 4.13,39 (13)    | 2.00,39 (15)    | 7.26,30 (11) | 165,941    |
| 11     | Jilleanne Rookard    | USA  | 39,93 (9)     | 4.12,22 (10)    | 2.01,16 (17)    | 7.31,28 (12) | 167,480    |
| 12     | Park Do-yeong        | KOR  | 41,58 (21)    | 4.11,91 (9)     | 2.03,10 (22)    | 7.13,64 (6)  | 167,962    |
| NC13   | Marrit Leenstra      | NED  | 40,00 (10)    | 4.15,33 (18)    | 1.58,43 (6)     | * (t.z.t.)   | 122,031    |
| NC14   | Miho Takagi          | JPN  | 39,52 (4)     | 4.14,92 (17)    | 2.00,30 (14)    |              | 122,102    |
| NC15   | Joelia Skokova       | RUS  | 39,72 (5)     | 4.18,48 (23)    | 1.59,53 (12)    |              | 122,643    |
| NC16   | Hege Bøkko           | NOR  | 40,15 (12)    | 4.15,36 (19)    | 2.00,02 (13)    |              | 122,716    |
| NC17   | Natalia Czerwonka    | POL  | 40,40 (18)    | 4.12,77 (12) pr | 2.00,89 (16)    |              | 122,824    |
| NC18   | Olga Graf            | RUS  | 40,38 (17) pr | 4.15,84 (20)    | 1.59,44 (10) pr |              | 122,833    |
| NC19   | Ayaka Kikuchi        | JPN  | 40,16 (13)    | 4.13,64 (14)    | 2.01,78 (18)    |              | 123,026    |
| NC20   | Shiho Ishizawa       | JPN  | 40,54 (19) pr | 4.14,40 (16)    | 2.03,14 (23)    |              | 123,986    |
| NC21   | Katarzyna Woźniak    | POL  | 40,72 (20)    | 4.16,04 (21)    | 2.02,32 (19)    |              | 124,166    |
| NC22   | Isabell Ost          | GER  | 41,75 (24)    | 4.13,66 (15)    | 2.02,34 (20)    |              | 124,806    |
| NC23   | Nicole Garrido       | CAN  | 41,64 (23)    | 4.16,66 (22)    | 2.02,90 (21)    |              | 125,382    |
| NC24   | Maria Lamb           | USA  | 41,62 (22)    | 4.28,54 (24)    | 2.06,12 (24)    |              | 128,416    |

BR = baanrecord, pr = persoonlijk record,
* gekwalificeerd voor de vierde afstand, maar trok zich terug. Rookard nam haar plaats in.
* = met val
NC = niet gekwalificeerd
NF = niet gefinisht
NS = niet gestart
DQ = gediskwalificeerd
Vet gezet = kampioenschapsrecord
Op basis van dit eindklassement zijn de startplaatsen voor de Wereldkampioenschappen schaatsen allround 2013 verdeeld tussen de verschillende werelddelen. Europa verwierf 14 startplaatsen (10 rijders bij de eerste 16 plus vier). Noord-Amerika & Oceanië verwierf 6 startplaatsen (4 rijdsters bij de eerste 16 plus twee) en Azië vier (2 rijdsters bij de eerste 16 plus twee). Deze verdeling is gelijk aan dit jaar.